# Ann Meyers
Ann Meyers Drysdale (* 26. März 1955 in San Diego; geb. Ann Elizabeth Meyers) ist eine US-amerikanische ehemalige Basketballspielerin und Sportreporterin. Sie war die erste USA-Nationalspielerin in Basketball, die noch während ihrer Highschoolzeit ins Nationalteam aufgenommen wurde. 1979 unterschrieb sie als einzige Frau einen Vertrag mit einer NBA-Mannschaft, den Indiana Pacers. Meyers ist derzeit sowohl Geschäftsführerin und Präsidentin des WNBA-Vereins Phoenix Mercury, als auch die Vizepräsidentin der Männermannschaft Phoenix Suns. Nach ihrer Karriere wurde Meyers Basketballexpertin für Spielanalysen bei zahlreichen Fernsehsendern.

## Leben
Ann Meyers wurde am 26. März 1955 von Patricia und Bob Meyers als sechstes von elf Kindern in San Diego geboren. Ihr zwei Jahre älterer Bruder, Dave Meyers, spielte später auch Basketball in der NBA. Sie besuchte die Sonora High School in La Habra und war dort in sieben Sportarten, unter anderem Softball, Badminton, Feldhockey, Tennis und Basketball, aktiv. 1974 wurde Meyers als erste High-School-Schülerin in die Nationalmannschaft aufgenommen. Von 1976 bis 1979 spielte sie für die Mannschaft der UCLA, die UCLA Bruins. 1978 gelang ihr dabei gegen Stephen F. Austin State University mit 20 Punkten, 14 Rebounds, 10 Assists und 10 Steals das erste Quadruple-double in der Geschichte der Division I des College-Basketballs.
Meyers gewann mit der Frauennationalmannschaft 1975 Gold bei den Panamerikanischen Spielen. Bei den Olympischen Sommerspielen 1976 errang die Mannschaft die Silbermedaille und bei der Basketball-Weltmeisterschaft 1979 gewannen sie mit den Mannschaftskolleginnen erneut Gold.
1980 unterschrieb Meyer für 50.000 US-Dollar einen Vertrag mit dem NBA-Verein Indiana Pacers. Nach Probetrainingseinheiten wurde sie jedoch nicht weiter für die Mannschaft gebraucht. Stattdessen wurde Meyers Analystin für den Basketballsport. Von 1978 bis 1980 spielte Meyers für die New Jersey Gems und war die erste Spielerin, die für die professionelle Basketballliga WBL unter Vertrag genommen wurde. Zwischen 1980 und 1982 gewann sie die Frauen Superstars-Meisterschaften. Für die Olympischen Spiele 2008 und 2012 war Meyers Analystin des Frauenbasketballs von NBC Sports. Sie war insgesamt 26 Jahre lang Sportanalystin für die Sender ESPN, CBS und NBC.
Am 1. November 1986 heiratete Meyers den Baseballspieler Don Drysdale und nahm dessen Nachnamen als ihren zweiten an. Erstmals waren damit Ehepartner in der Hall of Fame ihrer jeweiligen Sportart vertreten. Don Drysdale starb bereits am 3. Juli 1993 durch einen Herzinfarkt.